# Albert Bruce Matthews
Albert Bruce Matthews CBE, DSO, ED, kanadski general, poslovnež in politik, * 12. avgust 1909, † 12. september 1991.
Med drugo svetovno vojno se je izkazal kot pogumen poveljnik in zaradi natančnosti in zanesljivosti artilerijskih enot pod njegovim poveljstvom.
Po vojni je postal predsednik Liberalne stranke Kanade.